# Галовићки мајдан камена
Галовићки мајдан камена налази се у селу Галовићи код Косјерића. Из њега се експлоатисан ружичасти мермер, кога има у светлијим и тамнијим тоновима. Током владавине кнеза Милоша и Уставобранитеља од њега су израђиване надгробне плоче највиђенијим људима тадашње Србије.

## Употреба у прошлости
Током своје владавине, кнез Милош Обреновић наручивао је плоче од галовићског мермера за постављање на гробовима истакнутих личности, рођака и блиских сарадника. Сва ова надгробна обележја дела су непознатих клесара из Шумадије, док су касније споменике израђивали мајстори из Косјерића. У време кнеза Милоша ружичасти мермер увожен је и из Пеште и Беча, па је тешко разлучити која су надгробна обележја од домаћег, а која од импортованог камена.
Од галовићког мермера израђени су надгробни споменици угледницима породице Ненадовић у Бранковини, а знатан је и број надгробних плоча: мајци кнеза Милоша Баба Вишњи у манастиру Враћевшница, кнезу пожешке нахије Васи Поповићу у Брезни, митрополиту београдском Мелентију Павловићу у манастиру Враћевшница, рујанском сердару Јовану Мићићу у Ариљу, драгачевском проти Милутину Илићу у Гучи, мајору Миловану Недељковићу у Прилипцу итд.